# Cry Wolf (A-ha)
Cry Wolf is een nummer van de Noorse band A-ha uit 1987. Het is de tweede single van hun tweede studioalbum Scoundrel Days.
Het nummer werd een hit in Europa. In A-ha's thuisland Noorwegen haalde het de 2e positie. In Nederland was de plaat op vrijdag 9 januari 1987 Veronica Alarmschijf op Radio 3 en werd een bescheiden hit. De plaat bereikte de 16e positie in de Nederlandse Top 40 en de 12e positie in de Nationale Hitparade. In België bereikte de single de 9e positie van de Vlaamse Radio 2 Top 30.